# Parafia Wniebowzięcia Najświętszej Maryi Panny w Krynicy-Zdroju
Parafia Wniebowzięcia Najświętszej Maryi Panny – rzymskokatolicka parafia znajdująca się w Krynicy-Zdroju. Parafia należy do diecezji tarnowskiej i dekanatu Krynica-Zdrój. Erygowana w 1925 roku.

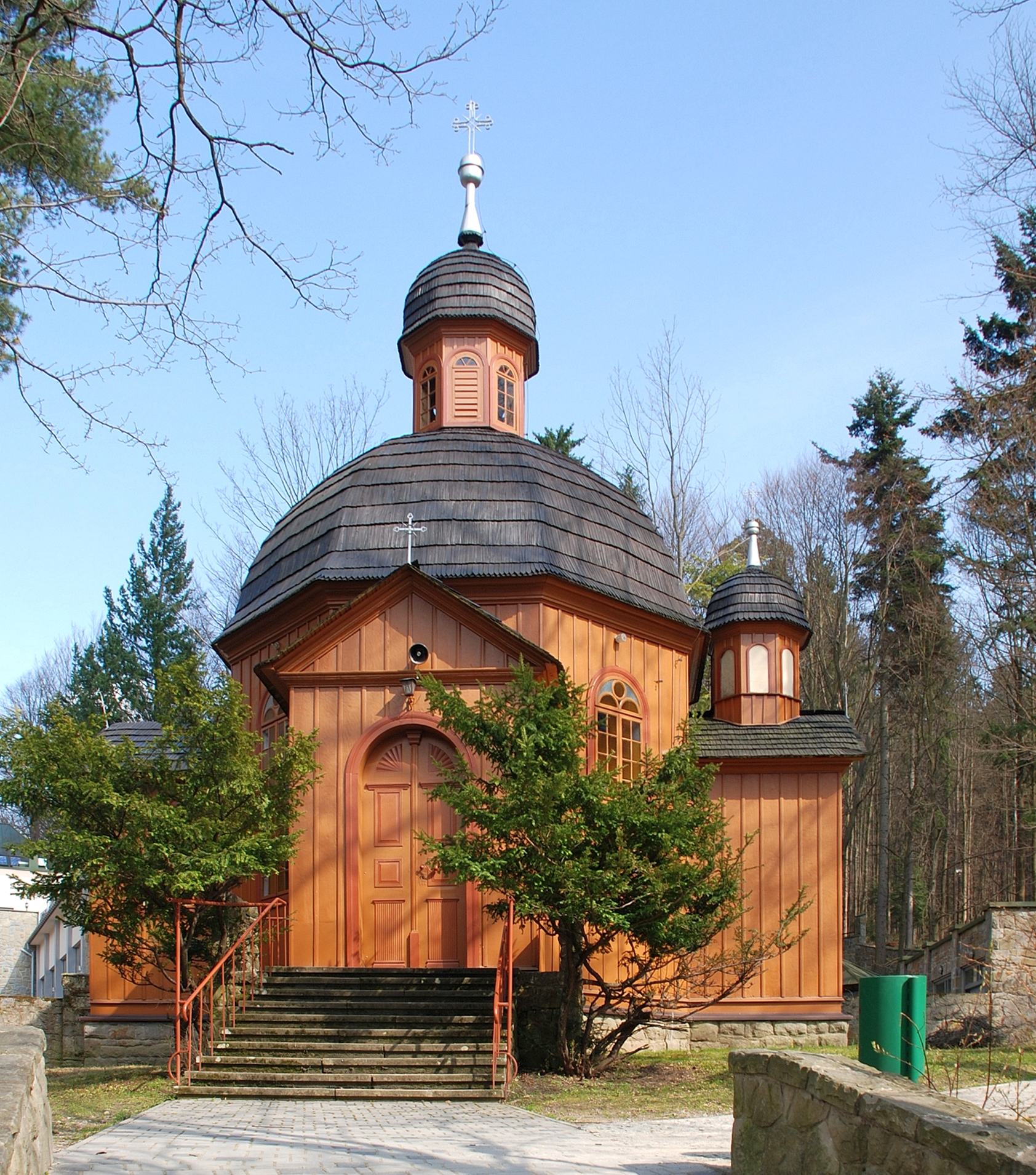
filialny kościół zdrojowy na Dietlówce